# Трайче Божинов
Трайче Неделков Божинов е български революционер, деец на Вътрешната македоно-одринска революционна организация.

## Биография
Трайче Божинов е роден в демирхисарското българско село Бабино, тогава в Османската империя. Влиза във ВМОРО и от 1903 година е в четата на войводата Йордан Пиперката. Участва в сраженията при Слоещица, Боище и Прибилци. След установяването на комунистическата власт в Югославия, по Закона за илинденските пенсии от 1946 година подава молба за илинденска пенсия.